# Таран-Базар
Таран-Базар (кирг. Таран-Базар) — село в Сузакском районе Джалал-Абадской области Кыргызстана. Административный центр Курманбекского айылного аймака.

## География
Село расположено в юго-восточной части области, на левом берегу реки Кёгарт, на расстоянии приблизительно 39 километров (по прямой) к северо-востоку от села Сузак, административного центра района. Абсолютная высота — 1176 метров над уровнем моря.

## История
До 8 сентября 2003 года село носило название Дмитриевка.

## Население
Согласно оценочным данным Национального статистического комитета Кыргызской Республики, численность населения села на начало 2023 года составляла 3661 человек.
| год     | 2009 | 2014 | 2015 | 2020 | 2021 | 2023 |
| ------- | ---- | ---- | ---- | ---- | ---- | ---- |
| человек | 2736 | 2842 | 3145 | 3462 | 3522 | 3661 |